# Anthurium subhastatum
Anthurium subhastatum är en kallaväxtart som beskrevs av Heinrich Wilhelm Schott. Anthurium subhastatum ingår i släktet Anthurium och familjen kallaväxter. Inga underarter finns listade.